# Фомин, Сергей Владимирович (историк)
Серге́й Влади́мирович Фоми́н (24 ноября 1951, Иркутск) — советский и российский журналист, писатель

, редактор, публицист, корреспондент. Член Союза журналистов СССР (1985), член Союза писателей России (1998). Православный монархист, сторонник идей Сергея Нилуса; разделял подлинность «Протоколов сионских мудрецов»; составитель антологии «Россия перед Вторым пришествием», наиболее популярного православного издания, посвящённого эсхатологическим ожиданиям.

## Биография
Родился в Иркутске в семье офицера и врача.
В 1972—1974 годы проходил срочную службу в Советской армии.
В 1978 году начал работать журналистом. В 1978—1980 годы корреспондент и заведующий отделом газеты «Победитель».
В 1980 году окончил исторический факультет МГУ имени М. В. Ломоносова. Большое влияние на формирование научных интересов и личности имело общение с профессорами М. Т. Белявским, А. Г. Бокщаниным и П. А. Зайончковским.
В 1980—1982 годы преподавал в Всесоюзном заочном институте советской торговли.
В 1982—1989 годы — заведующий отделом редакции «Новые рубежи».
В 1989—1990 годы — корреспондент еженедельника «Книжное обозрение».
В 1990—1991 годы — заместитель редактора «Славянского вестника» (издание Фонда славянской письменности и славянских культур,).
В 1990 годы — старший редактор и ответственный секретарь журнала «Советская литература».
В 1990—1991 годы — корреспондент газеты «День».
В 1991 годы — редактор отдела публицистики и член редакционной коллегии журнала «Наш современник».
В 1992 году — редактор-составитель православного альманаха «Град-Китеж».
В 1993 году — редактор-составитель православного альманаха «К Свету».
В 1993 году работал в православном издательстве «Отчий дом».
В 1995—2005 годы работал в православном издательстве «Православный паломник».

## Семья
Жена — Тамара Ивановна (род. 1955), в соавторстве с которой написаны несколько книг. Дочери — Руксанда (1978—1999) и Татьяна (род. 1987).

## Взгляды
С конца 1980-х годов придерживался монархических взглядов. Стал православным журналистом, публикуясь в таких национал-патриотических изданиях как газеты «День», «Славянские вести» и «Московский литератор», журнал «Наш современник» и газетные альманахи «Град Китеж» и «К Свету». Вначале он разделял «русский этнический патриотизм», считая, что он может уберечь Россию от распада. Считал необходимым ликвидацию федеративного устройства России и создание «национального русского государства».
Распад Советского Союза привёл его к разочарованию в науке и рационализме, он стал отрицать пользу демократии и обратился к православно-монархической идее, которая связывает судьбы мира с судьбой России. В связи с этим он стал поклонником Нилуса и вслед за ним начал собирать христианские пророчества, занимаясь возрождением жанра религиозной компиляции и комментариев, популярного в средневековом богословии. Подобно Нилусу, он верил, что «Протоколы сионских мудрецов» подлинны, по словам его бывшего коллеги и единомышленника А. А. Щедрина, «приоткрыли завесу над тайной беззакония и возвестили православному миру о зловещей роли мирового талмудического жидовства в подготовке и устройстве всемирного царства антихриста». Фомин защищал взгляды Нилуса от любой критики и использовал известный аргумент, что содержавшийся в «Протоколах» план осуществляется на наших глазах. Также он стремился реабилитировать свастику, которую считал важным христианским символом. С этих
позиций он критиковал получившую научное признание книгу Нормана Кона «Благословение на геноцид: миф о всемирном заговоре евреев и „Протоколах сионских мудрецов“», стремясь её дискредитировать.
Фомин разделял евреев на два лагеря: первые вместе с неевреями составляли Новозаветную церковь, вторые оставались «талмудистами». Последних именовал «жидами». По его словам, они ожидают антихриста
В дальнейшем он пытался найти «еврейский след» в реформах Александра II, утверждал, что евреи виноваты в подрыве «старой доброй России», а революция 1917 года объясняется заговором «масонов и евреев» — «антихристианских сил». Фомин стремился оправдать царских сановников — организаторов процесса Бейлиса, показав их невинными жертвами революции.

## Творчество
С 1980 года выступал в периодической печати с публикациями на исторические, историко-литературные темы, часто основанные на архивных изысканиях. Печатался в газетах «Литературная Россия», «Московский церковный вестник», «Путь» (РХДД) и «Московский литератор»; в журналах «Кодры» (Молдавия), «Горизонт» (Кишинёв), «Нистру» (Молдавия), «Музыкальная жизнь», «Дружба народов», «Вече» (Мюнхен), «Лепта», «Литературная учёба», «Политический журнал», «Альманахе библиофила». Автор более ста книг по истории России и Православной Церкви. Постоянный автор газеты «Русский вестник» и сайта музея «Наша эпоха» (Москва).
Начинал в 1980-е годы как историк-краевед и пушкинист (публикации и разыскания о «кишинёвском периоде» жизни Пушкина, монография «Кантемиры в изобразительных материалах»). Многие ранее не опубликованные пушкиноведческие работы напечатаны в сборнике «Ждать умейте!» (2011). В начале 1990-х выступал как автор работ, сочетавших церковно-историческую тематику с историософскими вопросами.
Фомин широко известен как автор-составитель сборника церковных пророчеств о грядущем «Россия перед Вторым Пришествием» — труда, объём которого рос с каждым новым изданием (1993, 1994 — однотомные; 1998 — двухтомник). Все издания выходили по благословению архимандрита Кирилла (Павлова) и протоиерея Николая (Гурьянова). В дальнейшем Фомин продолжил церковно-исторические документальные исследования, посвящённые архиереям и церковным деятелям. Под его редакцией и с его комментариями изданы труды и мемуары (некоторые впервые) митрополита Нестора (Анисимова), митрополита Вениамина (Федченкова), епископа Арсения (Жадановского), о. Сергия Дурылина, о. Константина Ровинского, схиигумении Фамарь (Марджановой), архимандрита Константина (Зайцева), Н. Д. Тальберга. Фомин собрал и прокомментировал наиболее полный на к тому времени сборник о ныне прославленном в лике святых протоиерее Алексее Мечёве («Пастырь Добрый». 1997), включающий все выявленные к моменту публикации проповеди и письма и воспоминания о нём. Составил (совместно с супругой) сборник материалов к летописи Борисо-Глебского женского Аносина монастыря «Женская Оптина» (1997, 2005, 2007 и 2023), включающий несколько образцов женской духовной прозы.
Особое место в исследовательской и издательской деятельности Фомина принадлежит Царской теме. Под его редакцией вышли книги игумена Серафима (Кузнецова) «Православный Царь-Мученик» (1997); С. В. Маркова «Покинутая Царская Семья» (2002); И. П. Якобия «Император Николай II и революция» (2005), а также сборник духовных песнопений и молитвословий Царя Иоанна Васильевича (1999), оценивающийся специалистами как «чрезвычайно важная работа», в которой «собраны и переизданы все атрибутированные Царю тексты», относящиеся к Его гимнографическому творчеству. Фомину принадлежат исследования, в которых он доказывает безосновательность сюжета картины И. Е. Репина «Иван Грозный и сын его Иван 16 ноября 1581 года», рассмотрены некоторые проблемы в связи с раскопками Царских могил в Кремле и реконструкциями антрополога М. М. Герасимова и его учеников (2000). Им же составлены сборник писем дневников и воспоминаний об императрице Александре Феодоровне («Скорбный Ангел». 2005), а также «Царский сборник» (2000), включающий службы и акафисты Царственным Мученикам и Помянник. На основании главным образом зарубежных эмигрантских источников написал работу о том, кем считали праведного старца Феодора Козмича Томского Императоры и другие Члены Царского Дома (2003). Одна из последних работ Фомина посвящена истории семьи лейб-медика Е. С. Боткина, расстрелянного вместе с Царской Семьей.
Значительная часть работ Фомина посвящена различным вопросам биографии Г. Е. Распутина и имеет апологетический характер в его отношении. Девизом многотомного труда «Григорий Распутин: расследование», предпринятого по благословению о Николая Гурьянова, стали слова старца: «Неправда поможет открыть правду», Этот принцип стал главной основой этого исследования. Ставка была сделана на научную критику известных материалов, а также выявление новых документальных свидетельств. В ходе работы Фомин полностью опубликовал документы секретного дела Тобольской духовной консистории о предполагавшейся (но не подтвердившейся) принадлежности Г. Е. Распутина к секте хлыстов 1907—1912 гг., а также ещё три дела о покушении на Г. Е. Распутина в селе Покровском летом 1914 года В 2012 году под редакцией и с комментариями Фомина впервые на русском языке увидели свет подлинные воспоминания дочери Г. Е. Распутина Матрёны, а также мемуары одной из наиболее близких духовных его дочерей — М. Е. Головиной.. Итоговым изданием стал выход в 2015 году книги-альбома «Весь ветром подбит», включающей не только все известные на сегодняшний день изображения Г. Е. Распутина, но и расследование обстоятельств его убийства, в том числе и «английский след» в нём. В 2021—2023 годах выпустил шеститомное исследование обстоятельств убийства царской семьи и Алапаевских узников, а также расследования этих преступлений.

## Награды
21 октября 2003 года Издательским советом Русской Православной Церкви книге «Страж Дома Господня» о патриархе Сергии (Страгородском) присужден Диплом I степени в номинации «Книга — событие года».
В 2005 года «во внимание к трудам в святом деле возрождения и развития Православия на Камчатке» писатель вместе с супругой Тамарой Ивановной были награждены архиепископом Петропавловским и Камчатским Игнатием (Пологрудовым) Архиерейской Грамотой.
По итогам 2007 года Фомин был награждён Дипломом лауреата премии «Просветитель» имени святителя Иннокентия (Вениаминова), епископа Камчатского, Алеутского и Курильского, митрополита Московского и Коломенского, «за выдающийся личный вклад в дело увековечения имени Святителя Нестора (Анисимова), активную и талантливую популяризацию во Всероссийском масштабе и за рубежом трудов Камчатского Апостола».
Является членом Петропавловск-Камчатской епархиальной комиссии по подготовке документов по канонизации Владыки Нестора. Награждён Епархиальной медалью Петропавловской и Камчатской епархии Русской Православной Церкви «100-летие Петропавловской и Камчатской епархии» (9.11.2016). Решением Наградного Комитета Международной награды общественного признания «Слава России» «за многолетние усердные труды во славу Русской Православной Церкви, верность историческим традициям Российской Имперской Государственности» удостоен в 2016 году ордена Святого Страстотерпца Царя Николая.

## Труды
- Кантемиры в изобразительных материалах (1988)
- «Пером и мечом сотруждаяся…» (1990)
- Россия перед Вторым пришествием. Материалы к очерку Русской эсхатологии (1993)
- «Россия перед Вторым Пришествием». 2-е испр. и доп. (1994)
- «Их пепел в наших сердцах». Царская семья и Григорий Распутин. Ритуальный характер убийства Григория Распутина
- «Неизвестный Нилус» (1995), совместно с Р. В. Багдасаровым
- Россия перед Вторым пришествием. 3-е, испр. и доп. Т. I—II (1998). Совместно с Т. И. Фоминой
- Кровью убеленные. Мученики и исповедники Северо-Запада России и Прибалтики (1940—1955). Мартиролог православных священнослужителей и церковнослужителей Латвии, репрессированных в 1940—1952 гг. Жизнеописания и материалы к ним (1999), совместно со свящ. Андреем Голиковым
- Царский сборник (1999)
- Царь Иоанн Васильевич Грозный. Духовные песнопения и молитвословия (1999)
- «Последний Царский святой. Святитель Иоанн (Максимович), митрополит Тобольский, Сибирский чудотворец. Житие. Чудеса. Прославление. Служба. Акафист» (2003)
- Святой Праведный старец Феодор Томский (2003)
- «Страж Дома Господня. Патриарх Московский и всея Руси Сергий (Страгородский) Жертвенный подвиг стояния в истине Православия» (2003)
- «Апостол Камчатки. Митрополит Нестор (Анисимов)» (2004)
- Боролись за власть генералы… и лишь Император молился" (2005)
- «Скорбный ангел. Царица-Мученица Александра Новая в письмах, дневниках и воспоминаниях» (2005)
- «На Царской страже» (2006), сборник статей
- Царица Небесная — Державная Правительница Земли Русской. Коломенская икона Божией Матери «Державная». Службы. Акафисты. Молитвы. Сказания. Свидетельства (2007)
- Граф Келлер (2007)
- «Золотой клинок Империи». Свиты Его Императорского Величества генерал от кавалерии граф Федор Артурович Келлер. Изд. 2-е, испр. и доп. (2009)
- Грозный Царь Иоанн Васильевич (2009)
- Царский сборник. Изд. 2-е, испр. и доп. (2009). Совместно с Т. И. Фоминой
- Григорий Распутин: расследование. Т. 1. Наказание Правдой (2007)
- Григорий Распутин: расследование. Т. 2. «А кругом широкая Россия…» (2008)
- Григорий Распутин: расследование. Т. 3. «Боже! Храни Своих!» (2009)
- Григорий Распутин: расследование. Т. 4. «Судья же мне Господь!» (2010)
- Григорий Распутин: расследование. Т. 5. «Ложь велика, но правда больше…» (2010)
- Григорий Распутин: расследование. Т. 6. «Страсть как больно, а выживу…» (2011)
- «Ждать умейте!» К 60-летию Сергея Фомина: Сборник статей (2011)
- Правда о первом русском царе: кто и почему искажает образ Государя Иоанна Васильевича (Грозного) (2010, 2012)
- Дорогой наш Отец. Г. Е. Распутин-Новый глазами его дочери и духовных чад (2012)
- Григорий Распутин: расследование. Т. 7. «Милые, дорогие, не отчаивайтесь» (2013)
- «„Весь ветром подбит“. Образ Г. Е. Распутина в фотографиях и произведениях искусства» (2015)
- Великая?.. Безкровная?.. Русская?.. Февраль 1917 года (2019)
- «Царское дело» Н.А Соколова и «Le prince de l`ombre». Т. I—II (2021)
- Царские мощи. Документы. Материалы. Статьи (2022)
- Свидетель «Русской Агонии» Роберт Вильтон. Т. I—II (2022)
- Алапаевские мученики: убиты и забыты. Исследования. Документы. Материалы (2023)
- «Благословенно Царство!..» Барон Р. Ф. фон Унгерн-Штернберг и его Монархический проект (2023)
- У подножия Царской Голгофы. Верховный Правитель и Царственные Мученики (2023)
- «Наш ангел на небеси…» Кем считали старца Феодора Козьмича члены Царской Фамилии (2023)

## Интервью и статьи
- «…И ничего, кроме правды!» К выходу в свет книги С. В. Фомина о генерале графе Ф. А. Келлере // Русский вестник. 2006. № 25
- Без Царя в голове, или О том, какой «посев» ведут «новые белые» // Русский вестник. 2007. № 7
- Россия оттого не погибнет, что одного оправдают…" К выходу в свет книги С. В. Фомина «Наказание Правдой» // Русский вестник. 2007. № 8
- «А кругом широкая Россия…» // Русский вестник. 2008. № 11
- «Пора вести спокойный и достойный диалог…» К выходу в свет книги С. В. Фомина «Боже! Храни Своих!» // Русский вестник. 2008. № 25
- «Грозный Царь Иоанн Васильевич» // Русский вестник. 2009. № 4
- «Золотой клинок» // Русский вестник. 2009. № 5
- «Свято берегите Святого Царя и Святую Русь!» К выходу в свет второго издания «Царского Сборника» // Русский вестник. 2009. № 16-17
- «Судья же мне Господь!» // Русский вестник. 2009. № 26
- «Ложь велика, но правда больше…» // Русский вестник. 2010. № 22
- «Книги пишутся из книг» К выходу в свет нового издания «России перед Вторым Пришествием» // Русский вестник. 2011. № 4
- «Страсть как больно, а выживу…» // Русский вестник. 2011, № 19
- «…И пусть на цирковой арене нам принесут свободу львы!» // Русский вестник. 2011. № 11-12
- «Подлинный Распутин» // Русский вестник. 2012. № 18
- «Он никогда не поступался правдой. А. А. Сенин (7 октября 1945 † 6 октября 2013)» // Сайт музея «Наша эпоха»
- «Процесс обретения истины необратим» // Сайт музея «Наша эпоха»
- «Помнить нельзя забыть» // Сайт музея «Наша эпоха»
- «Заколдованные московские пути» // Сайт музея «Наша эпоха»
- «Воительница. Памяти Виктории Ванюшкиной» // Сайт музея «Наша эпоха»
- «Весь ветром подбит» // Сайт музея «Наша эпоха»